# Tivadar Soros
Tivadar Soros, auch Theodor Schwartz, Theodor Soros, Teodoro Ŝvarc oder Teo Melas (* 7. April 1893 in Nyírbakta, Österreich-Ungarn; † Februar 1968 in New York), war ein ungarischer Rechtsanwalt und Esperanto-Schriftsteller. Er ist der Vater des US-amerikanischen Hedge-Fund-Managers und Multimilliardärs George Soros.

## Leben und Wirken
Tivadar Schwartz war der älteste Sohn und das zweite von insgesamt acht Kindern der orthodoxen jüdischen Familie Schwartz.
Er kam in dem kleinen Ort Nyírbakta (heute Baktalórántháza in der Nähe der ungarischen Grenze zur Ukraine) zur Welt, wo sein Vater einen Gemischtwarenladen betrieb und Landmaschinen verkaufte.
Noch während Schwartz’ Jugend zog die Familie in die wesentlich größere Stadt Nyíregyháza im Nordosten Ungarns. Sein Vater erkannte früh die intellektuellen Fähigkeiten und Begabungen seines Sohnes und ermöglichte ihm eine Schulbildung an einem privaten christlichen Internat in Sárospatak. Von dort aus ging Schwartz nach Kolozsvár, um an der dortigen Universität Rechtswissenschaft zu studieren. Er reiste durch Zentraleuropa und belegte unterem anderem Kurse in Heidelberg.
Der Ausbruch des Ersten Weltkriegs machte seine ehrgeizigen Pläne, als Rechtsanwalt Karriere zu machen, zunächst zunichte. Während seiner Kriegsgefangenschaft in Sibirien erlernte Schwartz die Welthilfssprache Esperanto. Aus dem Kriegsgefangenenlager in Chabarowsk konnte er fliehen und in mehreren Etappen heimkehren. Auf dem Weg zurück nach Ungarn gelangte er auch nach Moskau, wo er mithalf, den Soveta Esperanto-Asocio (Sowjetischer Esperanto-Verband) ins Leben zu rufen. Er gründete 1922 die Zeitschrift Literatura Mondo (Welt der Literatur), die zum Kristallisationspunkt der sogenannten Hungara Skolo (Ungarische Schule) der Esperantoliteratur wurde, und redigierte sie bis 1924. Literatura Mondo wurde das literarische Forum, auf dem Esperanto-Schriftsteller wie Kálmán Kalocsay und Julio Baghy ihre ersten literarischen Erfolge veröffentlichten.
1923 schrieb Schwartz den Roman Modernaj Robinzonoj (Moderne Robinsons), der seine abenteuerliche Flucht aus einem sibirischen Kriegsgefangenenlager in den Bürgerkriegswirren nach der russischen Revolution und seine Heimkehr nach Ungarn 1920 schildert.
Schwartz heiratete im Jahr 1924 in Budapest Elisabeth (ung. Erzsébet) Szűcs, die ältere der beiden Töchter des jüdischen Stoffhändlers Mor Szűcs.
Im Jahr 1926 kam Sohn Paul Schwartz (später Paul Soros) zur Welt und im Jahr 1930 der zweite Sohn György (Georg) Schwartz, der heute unter dem Namen George Soros als US-Investmentbanker und Multimilliardär international bekannt ist.
Die jüngere Schwester seiner Frau, Klára Szűcs, heiratete den ungarischen Architekten und Designer György Farkas und wurde nach der Emigration des Ehepaares in die USA dort unter ihrem Ehenamen Klara Farkas eine erfolgreiche Fotografin.
Schwartz betrieb eine Rechtsanwaltskanzlei in Budapest. Für seinen erkrankten Schwiegervater erledigte er dessen finanzielle Angelegenheiten und übernahm auch die Verwaltung der Immobilien der Familie in Budapest, Wien und Berlin. Durch seine Tätigkeit für die Esperanto-Zeitschrift kam er in Kontakt mit Schriftstellern und Künstlern, die ihm nebenbei auch solvente Kunden vermittelten. Seine Einkünfte ermöglichten ihm, in einem vornehmen Stadtbezirk von Budapest zu wohnen, und sicherten der Familie einen gehobenen Lebensstandard. Wenn Schwartz mit seiner Frau Elisabeth zu Esperanto-Konferenzen reiste, verband er dies oft mit Ski- und Wanderaufenthalten.
Die Magyarisierung des ursprünglichen Familiennamens von Schwartz zu Soros erfolgte im Jahr 1936 auf Betreiben Schwartz’, der seine Familie vor Verfolgung und Stigmatisierung als Juden schützen und die Assoziation zu ihrer jüdischen Herkunft verhindern wollte.
Die größte Bewährungsprobe seines Lebens war für Tivadar Soros die Zeit zwischen dem 18. März 1944 bis 12. Februar 1945, als die Deutschen Ungarn besetzten und das Eichmann-Kommando mit Unterstützung des Horthy-Regimes und der ungarischen Gendarmerie über 400.000 Juden aus der ungarischen Provinz in das Konzentrationslager Auschwitz deportierte. Nach dem von den Deutschen initiierten Staatsstreich der Pfeilkreuzler im Oktober 1944 wurden auch die Budapester Juden dem Terror ausgesetzt und teilweise auf Todesmärschen Richtung Österreich getrieben.
In seinem Buch Maskerado ĉirkaŭ la morto [Maskerade um den Tod herum] beschreibt Soros, wie es ihm gelingt, sich dem Massenmord zu entziehen und dabei nicht nur seine Frau Elisabeth, seine Söhne Paul und Georg sowie seine Schwiegermutter, sondern auch viele Bekannte zu retten. Nachdem der Roman zunächst auf Esperanto erschienen war, wurde er später ins Englische, Französische, Japanisch, Russische, Deutsche, Mongolisch, Tschechisch, Türkische und Ungarische übersetzt.
Nach der Niederschlagung des Ungarischen Volksaufstandes im Jahr 1956 emigrierte Soros in die USA und lebte mit seiner Familie in New York unter dem Namen Theodor Soros. 1963 nahm er die US-amerikanische Staatsbürgerschaft an.
Tivadar Soros alias Theodor Soros starb im Februar 1968 in New York. Sein Sohn stiftete in seinem Angedenken den Preis „Soros-életműdíj“, der an verschiedene ungarische Künstler vergeben wurde.

## Werke
- Modernaj Robinzonoj en la Siberia Praarbaro. Globus Presartinstituto Akcia Societo, Budapest 1923 (autobiographische Erzählung).
- Maskerado ĉirkaŭ la morto : Nazimondo en Hungarujo. Hrsg. J. Régulo, La Laguna, Tenerife, 1965 (autobiographische Erzählung), zweite Herausgabe, Humphrey Tonkin, Hrsg. UEA, Rotterdam 2001, ISBN 92-9017-073-5.
- Maskerade. Die Memoiren eines Überlebenskünstlers. Hrsg. Humphrey Tonkin mit Vorwort von Paul und George Soros. Aus dem Engl. von Holger Fliessbach. Hrsg. Deutscher Taschenbuch Verlag, Stuttgart 2003 + 2005, ISBN 978-3-421-05496-8.